# Поныш
Поныш (также Сухой Поныш) — река в Пермском крае, протекает по территории Горнозаводского и Чусовского городских округов. Впадает в Чусовую в 62 км от её устья по левому берегу, в 4 км ниже посёлка Усть-Койва. Длина реки 25 км.

## География
Исток реки — на границе Лысьвенского и Горнозаводского городских округов, в северной части урочища Коридор, абсолютная высота истока — 297,2 метра. В верховьях река носит название Сухой Поныш. Течёт на восток и юго-восток, затем, принимая справа реку Берёзовка, меняет направление и течёт на север. 
Река уходит под землю в карстовой котловине в 12 км от своего устья. Далее, на протяжении 3 км, река течёт под землей по карстовым полостям, а на поверхности долина представляет собой суходол с цепью карстовых воронок в его тальвеге. Воронки с поглощающими поверхностный сток понорами достигают 50—60 м в длину и 6—8 м в глубину. 
Река выходит на поверхность в районе урочища Поныш, где принимает слева приток — Сырой Поныш, после чего река получает название собственно Поныш. 
В дальнейшем течении принимает слева ещё две небольших реки. Но и на участке поверхностного течения река имеет подземное русло и теряет в понорах до половины своего расхода.
Протекает у подножия скалы Крутой Поворот, затем в 4 километрах от устья - между скалами Кладовый Камень и Палёный Камень и входит на территорию Чусовского городского округа, где впадает в Чусовую. Подземный водоток Поныша выходит из карстовой воронки на дне реки Чусовой в виде ключа Глухой Поныш в 0,8 км выше устья наземного потока. Возле устья Поныша на берегу реки находится скала Поныш-Камень. Эта скала объявлена памятником природы.
В долине Поныша имеется несколько пещер, наиболее крупными из них являются Чудесница (в известняках Кладового Камня)и Большая Понышская пещера.

## Данные водного реестра
По данным государственного водного реестра России относится к Камскому бассейновому округу, водохозяйственный участок реки — Чусовая от пгт Кын до устья, речной подбассейн реки — бассейны притоков Камы до впадения Белой. Речной бассейн реки — Кама.
Код объекта в государственном водном реестре — 10010100712111100011337.